# Andrew Pitt
Andrew James Pitt (Kempsey, 19 febbraio 1976) è un pilota motociclistico australiano ritiratosi dall'attività agonistica.
Vincitore del campionato mondiale Supersport nel 2001 e nel 2008.

## Carriera
Dopo gli inizi nel dirt track e nel motocross, comincia a correre su strada all'età di 17 anni, disputando diversi campionati australiani fino alla superbike, in cui finisce al secondo posto nel 1999, e alla supersport, categoria nella quale diventa campione nazionale nello stesso anno.
Nel 2000 inizia a correre nel mondiale Supersport per il team ufficiale Kawasaki, con cui nel 2001, sempre a bordo della ZX-6R, ottiene la vittoria del campionato; particolarità di questo titolo è che il pilota australiano non realizza nessuna vittoria in gara, ma prendendo punti in tutte le prove in calendario riesce ad ottenere l'iride mondiale. In passato la stessa cosa era accaduta nel motomondiale ma mai nei campionati mondiali per motociclette derivate dalla produzione di serie.
Rimasto anche nel 2002 nella stessa squadra, conclude la stagione al 5º posto in classifica, in questo caso con due vittorie all'attivo. Sempre nella stessa annata, in vista dell'impegno a tempo pieno della Kawasaki a partire dal 2003 in MotoGP con la ZX-RR, debutta come wildcard negli ultimi tre appuntamenti stagionali, in sostituzione dell'infortunato Akira Yanagawa, ottenendo quattro punti. Per l'anno successivo viene confermato come pilota titolare, piazzandosi in zona punti in tre occasioni nell'arco dell'intera stagione.
Nel 2004, sempre nell'ambito della classe regina del motomondiale, ricopre il ruolo di collaudatore per la Moriwaki, con cui ha modo di correre per tre volte in gara, totalizzando due punti; durante la stagione ritorna al mondiale Supersport in tre gare con il team Yamaha Italia, salendo una volta sul podio. Nel 2005, confermato dal team Yamaha Motor Italia, passa al mondiale Superbike, competizione nella quale fanno rientro la squadra stessa e la Yamaha, finendo l'annata all'ottavo posto in classifica. Rimane alla guida della YZF-R1 anche nel 2006, anno in cui vince una gara a Misano e sale altre cinque volte sul podio, concludendo il campionato in quinta piazza.
Iscritto alla stagione 2007 nella classe MotoGP con la Ilmor, corre soltanto il Gran Premio inaugurale in Qatar a causa del ritiro della squadra, dopodiché ha l'occasione di correre in Supersport con una Honda CBR600RR del team Ten Kate Racing in sostituzione di Sébastien Charpentier per due gare, ottenendo altrettanti secondi posti.
Nel 2008, nuovamente con il team Ten Kate, partecipa all'intera stagione del mondiale Supersport e, vincendo cinque gare e con altri quattro piazzamenti a podio, ottiene il suo secondo titolo mondiale. Durante la gara di Brands Hatch è coinvolto, suo malgrado, nell'incidente che ha portato al decesso il britannico Craig Jones, non avendo potuto evitare l'impatto della propria moto con il pilota caduto davanti a lui. Viene confermato anche per la stagione 2009, che conclude al sesto posto generale con due podi.
Nel 2010 ritorna al mondiale Superbike guidando una BMW S1000RR del team Reitwagen nei primi tre Gran Premi, prima del ritiro della squadra dal campionato per problemi finanziari. Nel corso della stagione trova un impiego come pilota sostitutivo nel campionato britannico Superbike, guidando per il team Motorpoint Yamaha per alcune gare, prima di infortunarsi ad una spalla a Brands Hatch, saltando così il resto della stagione. Viste le difficoltà nel riprendersi da quell'infortunio, all'inizio del 2012 annuncia il proprio ritiro dalle competizioni.

## Risultati in gara

### Campionato mondiale Supersport
| 2000 | Moto     |     |   |   |    |    |   |   |    |    |     |   |  |  |  | Punti | Pos. |
| ---- | -------- | --- | - | - | -- | -- | - | - | -- | -- | --- | - |  |  |  | ----- | ---- |
| 2000 | Kawasaki | Rit | 8 | 4 | 13 | 17 | 7 | 8 | 13 | 10 | Rit | 6 |  |  |  | 60    | 10º  |

| 2001 | Moto     |    |   |   |   |    |   |   |   |   |   |   |  |  |  | Punti | Pos. |
| ---- | -------- | -- | - | - | - | -- | - | - | - | - | - | - |  |  |  | ----- | ---- |
| 2001 | Kawasaki | 11 | 3 | 3 | 4 | 10 | 3 | 8 | 2 | 3 | 2 | 4 |  |  |  | 149   | 1º   |

| 2002 | Moto     |   |   |   |   |   |     |   |   |    |   |     |     |  |  | Punti | Pos. |
| ---- | -------- | - | - | - | - | - | --- | - | - | -- | - | --- | --- |  |  | ----- | ---- |
| 2002 | Kawasaki | 5 | 1 | 1 | 7 | 4 | Rit | 2 | 6 | 18 | 4 | Rit | Rit |  |  | 126   | 5º   |

| 2004 | Moto   |  |  |  |  |  |  |  |   |   |   |  |  |  |  | Punti | Pos. |
| ---- | ------ |  |  |  |  |  |  |  | - | - | - |  |  |  |  | ----- | ---- |
| 2004 | Yamaha |  |  |  |  |  |  |  | 3 | 6 | 6 |  |  |  |  | 36    | 12º  |

| 2007 | Moto  |  |  |  |   |   |  |  |  |  |  |  |  |  |  | Punti | Pos. |
| ---- | ----- |  |  |  | - | - |  |  |  |  |  |  |  |  |  | ----- | ---- |
| 2007 | Honda |  |  |  | 2 | 2 |  |  |  |  |  |  |  |  |  | 40    | 17º  |

| 2008 | Moto  |     |   |    |   |   |   |   |   |   |   |     |   |   |  | Punti | Pos. |
| ---- | ----- | --- | - | -- | - | - | - | - | - | - | - | --- | - | - |  | ----- | ---- |
| 2008 | Honda | Rit | 1 | 19 | 1 | 4 | 1 | 1 | 2 | 3 | 2 | Rit | 1 | 2 |  | 214   | 1º   |

| 2009 | Moto  |   |   |    |     |   |   |   |     |    |    |   |   |   |    | Punti | Pos. |
| ---- | ----- | - | - | -- | --- | - | - | - | --- | -- | -- | - | - | - | -- | ----- | ---- |
| 2009 | Honda | 2 | 2 | 13 | Rit | 5 | 6 | 7 | Rit | 10 | 10 | 7 | 6 | 6 | 11 | 119   | 6º   |

| Legenda | 1º posto        | 2º posto            | 3º posto           | A punti      | Senza punti        | Grassetto – Pole position Corsivo – Giro più veloce |
| Legenda | Gara non valida | Non qual./Non part. | Ritirato/Non class | Squalificato | '-' Dato non disp. | Grassetto – Pole position Corsivo – Giro più veloce |

### Motomondiale
| 2002 | Classe | Moto     |  |  |  |  |  |  |  |  |  |  |  |  |  |    |    |    |  |  | Punti | Pos. |
| ---- | ------ | -------- |  |  |  |  |  |  |  |  |  |  |  |  |  | -- | -- | -- |  |  | ----- | ---- |
| 2002 | MotoGP | Kawasaki |  |  |  |  |  |  |  |  |  |  |  |  |  | 19 | 17 | 12 |  |  | 4     | 26º  |

| 2003 | Classe | Moto     |    |    |    |     |    |     |    |    |    |    |    |    |    |    |    |    |  |  | Punti | Pos. |
| ---- | ------ | -------- | -- | -- | -- | --- | -- | --- | -- | -- | -- | -- | -- | -- | -- | -- | -- | -- |  |  | ----- | ---- |
| 2003 | MotoGP | Kawasaki | 17 | 16 | 15 | Rit | 16 | Rit | 14 | 17 | 19 | 16 | 21 | 18 | 16 | 16 | 15 | 18 |  |  | 4     | 26º  |

| 2004 | Classe | Moto     |  |  |  |    |    |  |  |  |  |    |  |  |  |  |  |  |  |  | Punti | Pos. |
| ---- | ------ | -------- |  |  |  | -- | -- |  |  |  |  | -- |  |  |  |  |  |  |  |  | ----- | ---- |
| 2004 | MotoGP | Moriwaki |  |  |  | 17 | 14 |  |  |  |  | 16 |  |  |  |  |  |  |  |  | 2     | 27º  |

| 2007 | Classe | Moto     |     |  |  |  |  |  |  |  |  |  |  |  |  |  |  |  |  |  | Punti | Pos. |
| ---- | ------ | -------- | --- |  |  |  |  |  |  |  |  |  |  |  |  |  |  |  |  |  | ----- | ---- |
| 2007 | MotoGP | Ilmor GP | Rit |  |  |  |  |  |  |  |  |  |  |  |  |  |  |  |  |  | 0     |      |

| Legenda | 1º posto        | 2º posto            | 3º posto            | A punti      | Senza punti        | Grassetto – Pole position Corsivo – Giro più veloce |
| Legenda | Gara non valida | Non qual./Non part. | Ritirato/Non class. | Squalificato | '-' Dato non disp. | Grassetto – Pole position Corsivo – Giro più veloce |

### Campionato mondiale Superbike
| 2005 | Moto   |   |   |   |     |     |   |   |   |    |   |     |     |    |     |   |   |   |   |   |   |    |    |   |   |  |  |  |  | Punti | Pos. |
| ---- | ------ | - | - | - | --- | --- | - | - | - | -- | - | --- | --- | -- | --- | - | - | - | - | - | - | -- | -- | - | - |  |  |  |  | ----- | ---- |
| 2005 | Yamaha | 4 | 9 | 5 | Rit | Rit | 8 | 5 | 6 | 13 | 9 | Rit | Rit | 10 | Rit | 7 | 6 | 5 | 5 | 6 | 6 | 16 | AN | 6 | 7 |  |  |  |  | 156   | 8º   |

| 2006 | Moto   |   |   |   |   |    |   |   |   |   |   |    |   |     |     |   |   |   |   |   |     |   |   |    |   |  |  |  |  | Punti | Pos. |
| ---- | ------ | - | - | - | - | -- | - | - | - | - | - | -- | - | --- | --- | - | - | - | - | - | --- | - | - | -- | - |  |  |  |  | ----- | ---- |
| 2006 | Yamaha | 3 | 5 | 9 | 5 | 10 | 9 | 5 | 6 | 5 | 4 | 16 | 1 | Rit | Rit | 4 | 3 | 2 | 2 | 4 | Rit | 3 | 4 | 18 | 5 |  |  |  |  | 250   | 5º   |

| 2010 | Moto |    |    |     |    |    |    |  |  |  |  |  |  |  |  |  |  |  |  |  |  |  |  |  |  |  |  |  |  | Punti | Pos. |
| ---- | ---- | -- | -- | --- | -- | -- | -- |  |  |  |  |  |  |  |  |  |  |  |  |  |  |  |  |  |  |  |  |  |  | ----- | ---- |
| 2010 | BMW  | 15 | 15 | Rit | 20 | 15 | 16 |  |  |  |  |  |  |  |  |  |  |  |  |  |  |  |  |  |  |  |  |  |  | 3     | 27º  |

| Legenda | 1º posto        | 2º posto            | 3º posto           | A punti      | Senza punti        | Grassetto – Pole position Corsivo – Giro più veloce |
| Legenda | Gara non valida | Non qual./Non part. | Ritirato/Non class | Squalificato | '-' Dato non disp. | Grassetto – Pole position Corsivo – Giro più veloce |